# Джессі Вольт
Джессі Вольт (англ. Jessie Volt; нар. 29 березня 1990, Монреаль, Канада; за іншими даними — Бордо, Франція) — канадська і французька порноакторка.

## Життєпис
Народилася 29 березня 1990 року в Монреалі, Квебек, Канада (за іншими даними — в Бордо, Жиронда, Франція) у франкоканадській сім'ї. Має два громадянства: канадське і французьке. Проживає у Франції. Прихильниця серій ігор Mass Effect, Battlefield і Mario Kart.

### Порноіндустрія
Після завершення навчання та отримання диплома в 19 років виконувала стриптиз. Через деякий час потрапила в порноіндустрію. Французький порнорежисер Джон Б. Рут зняв у 2010 році перші сцени з нею. Через два тижні була запрошена на головну роль у високобюджетний порнофільм Californique виробництва США. Згодом з нею зв'язався антрепренер Марк Шпіглер, що дозволило Вольт почати зніматися в найбільших американських порностудіях і з американськими порноакторками.
Знімається у сценах традиційного, хардкорного (анальний секс, подвійне проникнення) і лесбійського сексу.
Знімається для таких порностудій і еротичних сайтів як Brazzers, Evil Angel, Digital Playground, Jules Jordan Video, Kink, Private, Pure Play Media Video Marc Dorcel.
За даними на квітень 2018 знялася в понад 190 порнофільмах.
Також була коротко показана в ток-шоу Conan Конана О'Браєна на каналі TBS.

## Нагороди та номінації
| Рік  | Нагорода                   | Результат | Категорія | Фільм                                           |
| ---- | -------------------------- | --------- | --- | ----------------------------------------------- |
| 2011 | Dorcel Vision Award        | Номінація | Краща французька актриса | Н/Д                                             |
| 2011 | Galaxy Award               | Номінація | Краща європейська дебютантка | Н/Д                                             |
| 2012 | AVN Award                  | Номінація | Іноземна виконавиця року | Н/Д                                             |
| 2012 | Europorn                   | Перемога  | Краща європейська актриса | Н/Д                                             |
| 2012 | Galaxy Award               | Перемога  | Краща європейська актриса | Н/Д                                             |
| 2012 | Urban X Award              | Номінація | Краща анальна сцена (разом з Боббі Старр і Шоном Майклсом) | Anal Buffet 7                                   |
| 2012 | Urban X Award              | Номінація | Краща сцена тріолізму (разом з Боббі Старр і Шоном Майклзом) | Anal Buffet 7                                   |
| 2013 | AVN Award                  | Номінація | Іноземна виконавиця року | Н/Д                                             |
| 2013 | AVN Award                  | Номінація | Краща сцена сексу у фільмі зарубіжного виробництва (разом з Белліною, Бібі Ноель, Вікторією Тіффані, Денні, Кейраном Лі, Кенді Алексою, Сінді Хоуп, Скоттом Нейлсом, Тарою Пінк, Еббі Кет та Еліз) | Brazzers Worldwide: Budapest 1                  |
| 2013 | Sex Award                  | Номінація | Porn’s Best Body | Н/Д                                             |
| 2013 | Sex Award                  | Номінація | Sexiest Adult Star | Н/Д                                             |
| 2013 | XBIZ Award                 | Номінація | Краща сцена — віньєтка (разом з Брюсом Вентуром) | My Sister’s Hot Friend 25                       |
| 2014 | AVN Award                  | Номінація | Краща лесбійська групова сцена (разом з Тіган Преслі і Еллі Гейз) | T And A                                         |
| 2014 | XBIZ Award                 | Номінація | Іноземна виконавиця року | Н/Д                                             |
| 2015 | AVN Award                  | Номінація | Краща лесбійська групова сцена (разом з Роксі Райє та Ешлі Фаєрс) | Voracious: Season Two, Volume Three             |
| 2015 | AVN Award                  | Номінація | Фанатська нагорода: Соціальна медіа-зірка | Н/Д                                             |
| 2015 | AVN Award                  | Номінація | Fan Award: Favorite Female Porn Star | Н/Д                                             |
| 2015 | Spank Bank Technical Award | Перемога  | Better Than Any Monet mASSterpiece | Н/Д                                             |
| 2015 | XBIZ Award                 | Номінація | Іноземна виконавиця року | Н/Д                                             |
| 2017 | AVN Award                  | Номінація | Краща сцена сексу у віртуальній реальності (разом з Анною Поліною, Кімбер Деліс, Люси Харт, Таррою Вайт і Хуаном Лучо)                                                                             | Being a Porn Performer – 360° 3D                |
| 2017 | AVN Award                  | Номінація | Краща сцена сексу у фільмі зарубіжного виробництва (разом з Крістофом Кейлом) | Elegant Anal 3                                  |
| 2017 | XBIZ Award                 | Номінація | Іноземна виконавиця року | Н/Д                                             |
| 2017 | XBIZ Award                 | Номінація | Краща сцена сексу — віртуальна реальність (разом з Анною Поліною, Кімбер Деліс, Люсі Харт, Таррою Вайт і Хуаном Лучо)                                                                              | They’re Waiting for You: Being a Porn Performer |
| 2017 | XBIZ Award                 | Номінація | Краща сцена сексу — тільки дівчата (разом з Мішею Кросс і Проксі Пейдж) | Hard in Love                                    |
| 2018 | XBIZ Award                 | Номінація | Іноземна виконавиця року | Н/Д                                             |

## Вибрана фільмографія
- 2010 — Mommy X-Perience 2
- 2011 — Anal Buffet 7
- 2011 — Between the Cheeks
- 2011 — In The Butt 9
- 2011 — Young Harlots — Young Offenders
- 2013 — Rocco's World Feet Fetish
- 2014 — Cum Exchange
- 2014 — Up Her Asshole 4
- 2015 — Luxure Wives to Share
- 2016 — French Nymphos of Porn 2
- 2016 — My Sister Is A Whore
- 2016 — Private Lessons